# Okrožje 9
Okrožje 9 (izvirno angleško District 9) je znanstvenofantastični film južnoafriškega režiserja Neilla Blomkampa iz leta 2009. Scenarij zanj sta napisala Blomkamp in Terri Tatchell, produciral pa ga je Peter Jackson. V glavnih vlogah nastopajo Sharlto Copley, Jason Cope in Robert Hobbs.
Blomkampov celovečerni prvenec je razširitev njegovega kratkega filma Živi v Joburgu (Alive in Joburg) iz leta 2005. Film so navdihnili resnični dogodki v času apartheida v kaapstadski stanovanjski soseski Okrožje šest. Vsebuje motive ksenofobije, rasnih delitev ter revščine, posnet pa je v slogu dokumentarnega filma z zaigranimi intervjuji, posnetki varnostnih kamer ter izseki televizijskih poročil. Film je bil posnet s proračunom 30 milijonov dolarjev na različnih mestih v Sowetu, predelu Johannesburga.

## Vsebina
Nekega dne Zemljo obiščejo nezemljani, ki se z ogromno vesoljsko ladjo ustavijo nad Johannesburgom. Izkaže se, da je ladja polna sestradanih in obupanih pripadnikov rase, ki so morali brez vodstva zapustiti rodni planet. Vseh 1,8 milijona bitij preselijo v johannesburško okrožje 9 in jim namenijo nekaj humanitarne pomoči, nato pa ostanejo svetovni voditelji brez zamisli za reševanje situacije. Ker so bitja pripadniki delavske kaste in nimajo učinkovitega vodstva, se kmalu pričnejo zapletati v spore z lokalnim prebivalstvom. Iz okrožja 9 nastane ogromno barakarsko naselje, kamor se naselijo lokalne tolpe, ki v zameno za napredno tehnologijo (predvsem orožje) prišlekom ponujajo hrano. 
V dvajsetih letih se okrožje zaradi vedno večjega nezadovoljstva ljudi spremeni v geto. Nadzor nad njim podelijo zasebni orožarski korporaciji Multinational United (MNU), ki se nameni preseliti nezemljane na bolj samoten kraj, hkrati pa prične na njih skrivoma izvajati poskuse. Nezemeljska orožja, ki korporacijo posebej zanimajo, so namreč vezana na DNK teh bitij, zato jih ljudje ne morejo uporabljati.
Copley igra Wikusa van de Merwea, nekoliko nerodnega birokrata pri MNU, ki mu je zaupano vodenje operacije preseljevanja prišlekov, poniževalno imenovanih kozice. Zaradi nerodnosti pride v stik z neznano tekočino, ki prične počasi modificirati njegov DNK in ga fizično spreminjati v tuje bitje. Znanstveniki pri MNU zelo hitro ugotovijo, da je zdaj sposoben streljati z nezemeljskim orožjem in ga nameravajo secirati da bi pridobili modificiran DNK, a Wikus zbeži iz laboratorija. 
Pred specialci MNU se zateče v Okrožje 9. Po spoznanju, kaj počne njegovo podjetje, naleti še na enega od inteligentnejših nezemljanov, ki je dobil ime Christopher Johnson. Pri njem in njegovem mladiču ugotovi, da nezemljani le niso taki brezčustveni divjaki kot jih prikazujejo mediji. Zato se jima odloči pomagati da bi ponovno aktivirala komandni modul vesoljske ladje (ta je zakopan pod Christopherjevo barako) in odletela na domači planet po pomoč, Christopher pa mu obljubi, da se bo po treh letih vrnil in ga spremenil nazaj v človeka. Christopher in Wikus najprej vlomita v sedež MNU in vzameta gorivo (tekočino, ki je povzročila Wikusovo spreminjanje) in se vrneta v Okrožje 9, kjer se vname boj med njima, specialci MNU in tolpo preprodajalcev orožja. Wikus prevzame nadzor nad ogromnim in dobro oboroženim robotom ter zadrži nasprotnike tako dolgo da nezemljanoma uspe aktivirati modul in poleteti do ladje. Ta kmalu zatem prižge motorje in odleti. Na tleh ostaneta živa samo še Wikus, ki že vidno spremenjen pade iz popolnoma uničenega robota, in Koobus Venter, sadistični poveljnik specialcev. Tik preden ubije Wikusa, planejo nanj drugi nezemljani in ga raztrgajo.
Film se konča s prizori meščanov, ki proslavljajo odhod vesoljske ladje, kmalu zatem pa nezemljane, ki jih je že 2,5 milijona, preselijo v novo naselje izven mesta. Sledi vrsta izsekov iz intervjujev in televizijskih poročil, v katerih ugibajo, kaj bo storil Christopher ko se bo vrnil in kaj se je zgodilo z Wikusom. Zadnji prizor nakaže, da ta, že popolnoma spremenjen v nezemljana, skrivoma čaka Christopherjevo vrnitev.

## Odzivi
Film je bil na račun domiselne zgodbe in filmske tehnike deležen pozitivnega odziva kritikov in občinstva. V otvoritvenem vikendu je samo v ZDA prinesel dobrih 37 milijonov dolarjev prihodkov, po vsem svetu pa do začetka leta 2010 več kot 200 milijonov. Zasluge za uspeh ima tudi domiselna promocijska kampanja distributerja Sony Pictures.
Izrazito negativnega odziva je bil film deležen le v Nigeriji, kjer je vlada od Sony Pictures zahtevala opravičilo zaradi po njenem mnenju namernega prikazovanja Nigerijcev v slabi luči. Nigerijci namreč sestavljajo kriminalno tolpo, ki v filmu obvladuje geto in se ukvarja s prostitucijo, tihotapstvom, nasilništvom ter kanibalizmom.